# Comté de Monroe (Wisconsin)
Pour les articles homonymes, voir Comté de Monroe.
Le comté de Monroe est un comté situé dans l'État du Wisconsin aux États-Unis. Son siège est Sparta. Selon le recensement de 2000, sa population était de 40 899 habitants.

## Photos

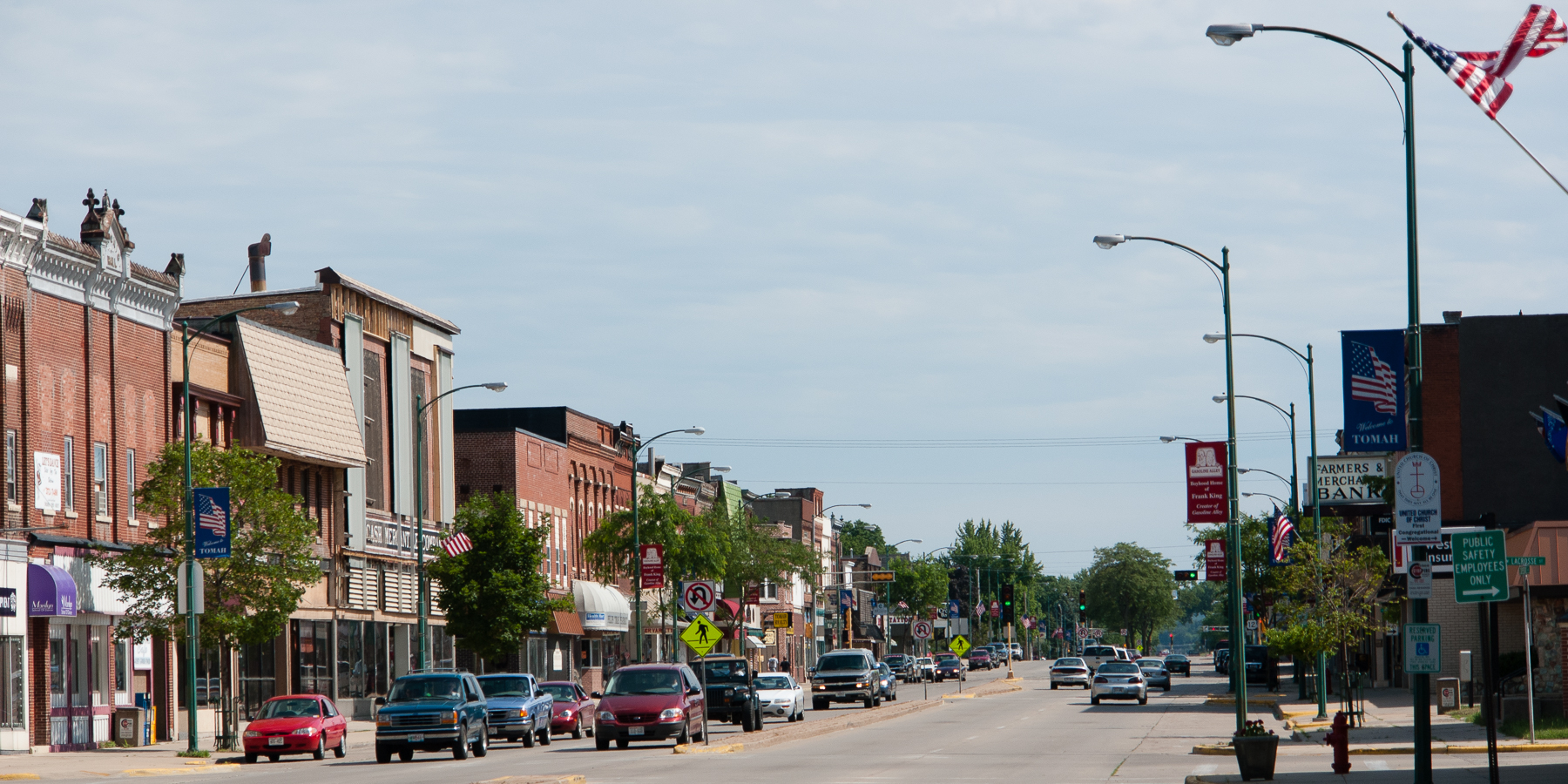
Superior Avenue à Tomah.
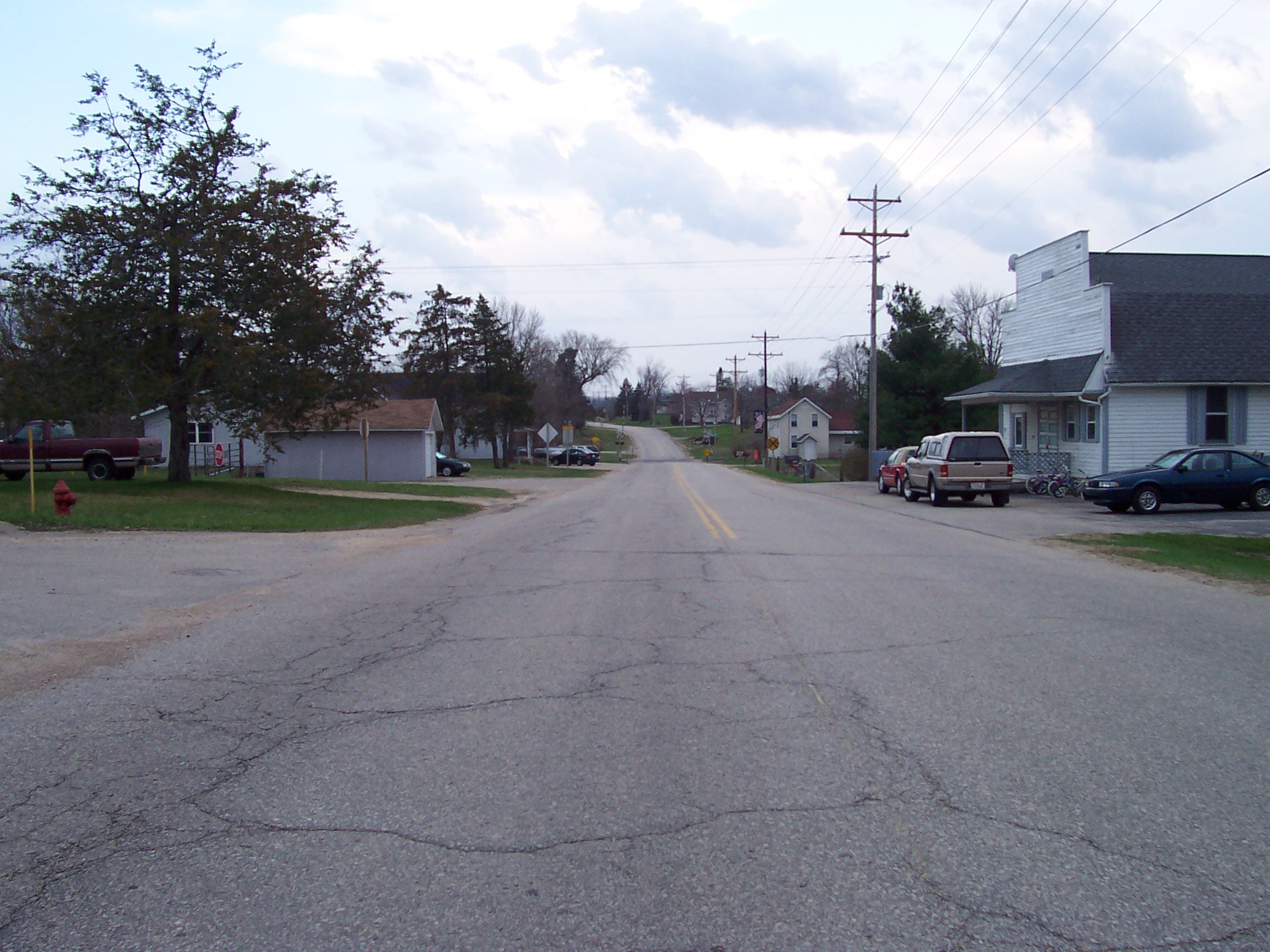
Rue principale d'Oakdale.
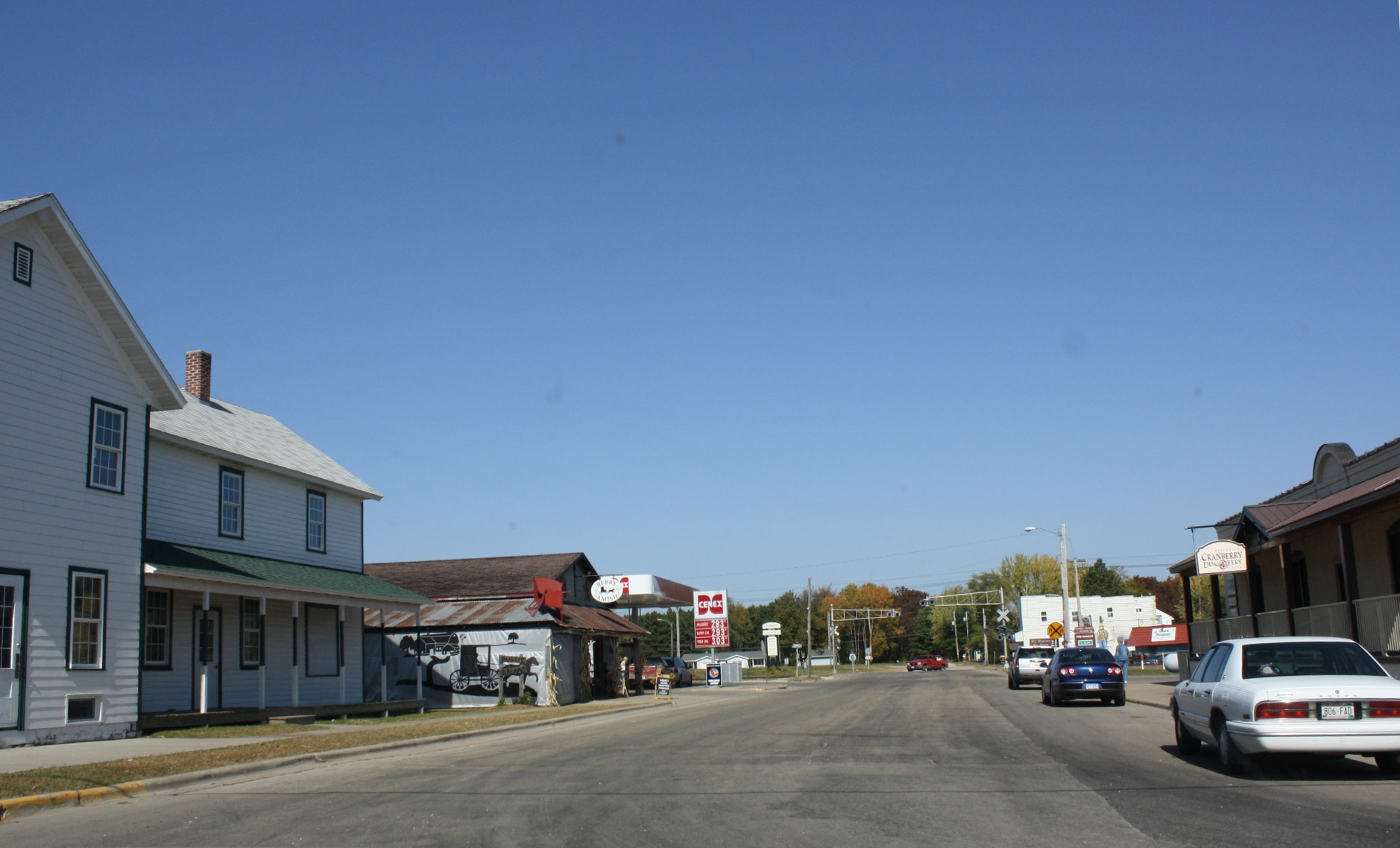
Centre-ville de Warrens.
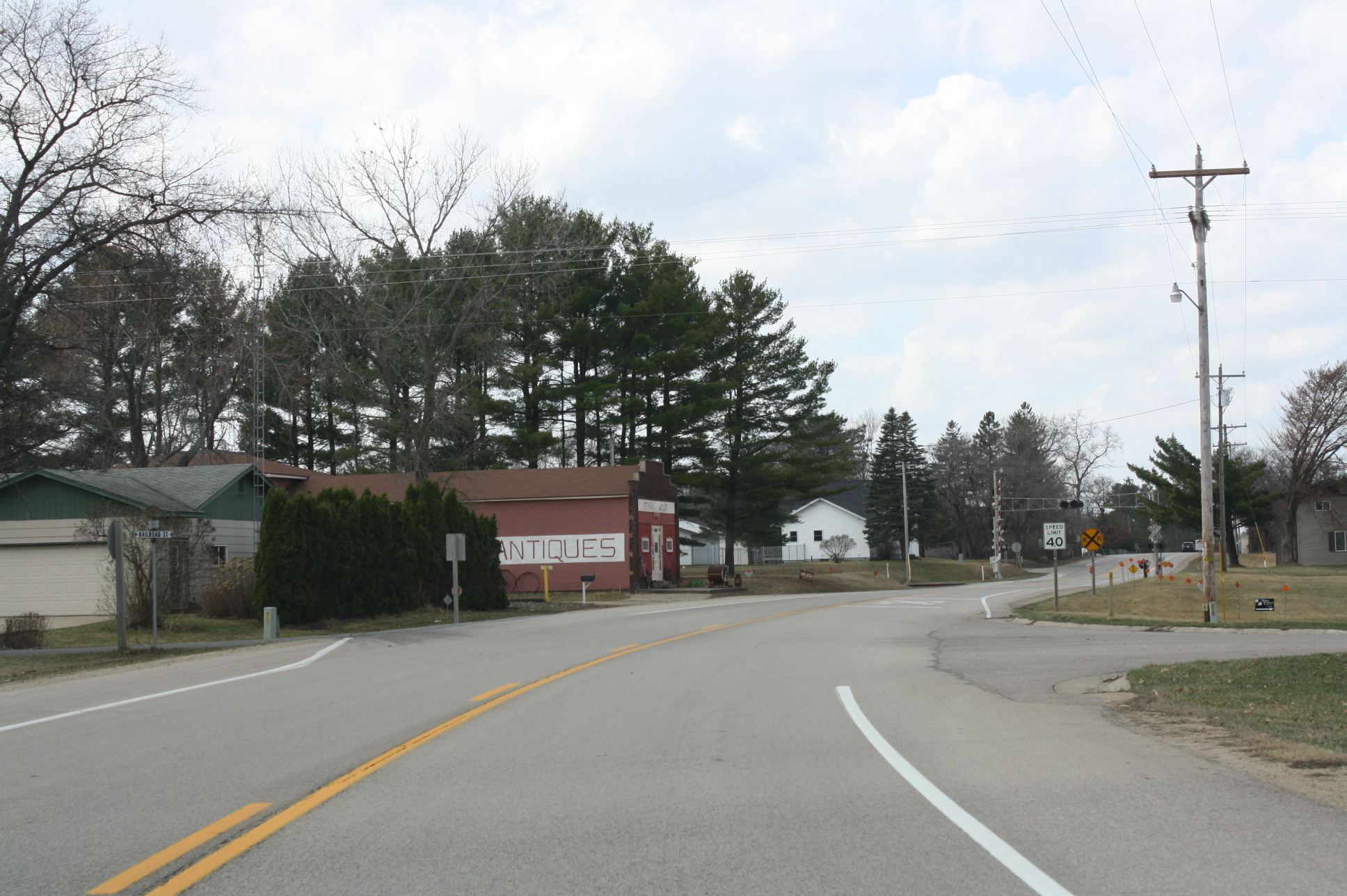
Centre-ville de Wyeville.